# María Inés Pilatti Vergara
María Inés Patricia Elizabeth Pilatti Vergara (Resistencia, Chaco, 2 de agosto de 1958) es una abogada y política argentina. Actualmente es Senadora Nacional por la provincia de Chaco. Fue Diputada Provincial en dos ocasiones, Ministra de Educación durante la gobernación de Jorge Capitanich, y Diputada Nacional en el período 2009-2013.
Después de la fractura del bloque de senadores Frente para la Victoria-PJ provocada por el senador Miguel Ángel Pichetto, el kirchnerismo inscribió formalmente su bloque de senadores en la Cámara alta con el nombre Frente para la Victoria. Tuvo nueve integrantes, ocho de ellas mujeres, incluidas Pilatti Vergara, la expresidenta Cristina Fernandez de Kirchner y será presidido por el Senador por Neuquén Marcelo Jorge Fuentes. Actualmente forma parte del bloque del Frente De Todos.

## Actividad Parlamentaria en Cámara de Senadores
Actualmente integra las siguientes Comisiones de la Cámara de Senadores:
| COMISION                                                                             | CARGO QUE OCUPA  |
| ------------------------------------------------------------------------------------ | ---------------- |
| De Derechos y Garantías                                                              | Vicepresidente   |
| De Legislación General                                                               | Vocal            |
| De Asuntos Administrativos y Municipales                                             | Vocal            |
| De Industria y Comercio                                                              | Vocal            |
| De Educación y Cultura                                                               | Vocal            |
| Banca de La Mujer                                                                    | Vocal            |
| De Deporte                                                                           | Vocal            |
| Unidad de Enlace Parlamento del Mercosur. (Ver Parlamento del Mercosur - Ley 26.146) | Miembro Suplente |
| Parlamento del Mercosur (Ley 26.146)                                                 | Miembro Suplente |

## Biografía
Vive en Resistencia. Casada y dos hijos. Proviene de un hogar de clase media, con un padre bancario y una madre docente.

### Estudios
Realizó sus estudios en Escuela de Comercio N°5 de la Ciudad de Resistencia. 
Tras recibirse, estudió la carrera de Abogacía en la  Facultad de Derecho y Ciencias Sociales y Políticas de la Universidad Nacional del Nordeste.

### Trayectoria política - profesional
- Senadora Nacional por el Partido Justicialista - Frente para La Victoria (2013-2019) (Actual)[10]
- Diputada Nacional por el Partido Justicialista - Frente para La Victoria (2009-2013)[11]
- Ministra de Educación del Gobierno de la Provincia del Chaco. (2007-2009)[12]
- Diputada Provincial por el Partido Justicialista - Frente Chaco Merece Más. (2005-2009)[13]
- Diputada Provincial por el Partido Justicialista (1997-2001)
- Vicepresidente del Consejo Provincial del Partido Justicialista, Chaco (1995-1997)
- Directora de Aerolíneas Federal Argentina (ALFA) (1986-1987).
- Integrante "Juventud Peronista 26 de Julio", (1982-1990)

### Actividad Legislativa
Durante su mandato como Diputada Nacional, María Inés Pilatti Vergara presentó una serie de proyectos legislativos, entre ellos ser la creación de “Lactarios Públicos” y la de establecer el 12 de julio de cada año como Día Nacional del libre ejercicio de la Lactancia Materna.
A partir del año 2013, iniciando el mandato ya como Senadora de la Nación por el Frente para la Victoria, promovió y presentó varios proyectos legislativos relacionados con la igualdad de género, entre ellos el de establecer un cupo laboral para personas trans-travestis, transexuales y transgénero.
Recientemente se pronunció a favor del proyecto de ley de Interrupción Voluntaria del Embarazo, presentado por décima vez ante el Parlamento Argentino por la Campaña Nacional por Derecho al Aborto Legal, Seguro y Gratuito.